# Julia Glushko
Julia Glushko (in ebraico יוליה גלושקו‎?; Donec'k, 1º gennaio 1990) è un'ex tennista israeliana.

## Biografia

### Origini
Julia è nata a Donec'k, in Ucraina, e parla fluentemente l'ebraico, il russo e l'inglese. Ha iniziato a giocare all'età di quattro anni. I suoi genitori, Sergio e Olga, sono entrambi maestri di tennis. Con la famiglia è immigrata aIsraele quando aveva nove anni, trasferendosi nel quartiere di Katamon, situato nella cittá di Gerusalemme, per tre anni. Successivamente, si sono spostati a Ramat HaSharon. Julia si è allenata nella Wingate Institute situata a Netanya e ha servito nelle forze di difesa israeliane per più di due anni. Vive a Modi'in-Maccabim-Re'ut, una città situata fra Gerusalemme e Tel Aviv. Ha un fratello, Alex, e una sorella, Lina, anch'essa tennista professionista. Predilige il cemento, superficie che meglio si adatta al suo gioco aggressivo.

### Carriera
Ha giocato nell'ITF Junior Circuit tra il 2003 e il 2007 raggiungendo la decima posizione mondiale nel giugno 2007.
Nell'ITF Women's Circuit è riuscita a vincere 11 titoli in singolare e 14 titoli in doppio, i più importanti da $50,000 a Lexington nel 2012, Waterloo nel 2013 e il $60,000 di Granby el 2018.
Durante il 2012 ha fatto il suo esordio anche nei tornei dello Slam superando le qualificazioni per gli US Open 2012. Nel tabellone principale è stata tuttavia sconfitta in due set dalla belga Yanina Wickmayer.
In Fed Cup ha disputato un totale di 58 match con la squadra israeliana vincendone la metá.
Il 24 dicembre 2019, si è ritirata dal tennis professionistico, all'etá di 29 anni.

## Circuito WTA 125

### Singolare

#### Sconfitte (1)
| N. | Data              | Torneo                             | Superficie | Avversaria in finale | Punteggio     |
| 1. | 13 settembre 2015 | Dalian Women's Tennis Open, Dalian | Cemento    | Zheng Saisai         | 6-2, 1-6, 5-7 |

### Doppio

#### Sconfitte (2)
| N. | Data             | Torneo                                          | Superficie | Compagna                | Avversarie in finale               | Punteggio        |
| 1. | 11 novembre 2012 | Royal Indian Open, Pune                         | Cemento    | Noppawan Lertcheewakarn | Nina Bratčikova Oksana Kalašnikova | 0-6, 6-4, [6-10] |
| 2. | 23 aprile 2017   | Biyuan Zhengzhou Women's Tennis Open, Zhengzhou | Cemento    | Jacqueline Cako         | Han Xinyun Zhu Lin                 | 5-7, 1-6         |

## Statistiche ITF

### Singolare

#### Vittorie (11)
| Torneo $100.000 (0) |
| Torneo $80.000 (0)  |
| Torneo $75.000 (0)  |
| Torneo $60.000 (1)  |
| Torneo $50.000 (2)  |
| Torneo $25.000 (5)  |
| Torneo $15.000 (0)  |
| Torneo $10.000 (3)  |

| N.  | Data             | Torneo                                               | Superficie  | Avversaria in finale     | Punteggio        |
| 1.  | 11 novembre 2007 | ITF Women's Circuit Mallorca, Palma di Maiorca       | Terra rossa | Diana Buzean             | 6-0, 6-0         |
| 2.  | 30 maggio 2010   | Marjorie Sherman Women's Circuit, Ra'anana           | Cemento     | Keren Shlomo             | 6-1, 6-3         |
| 3.  | 24 ottobre 2010  | ITF Women's Circuit Acre, Acri                       | Cemento     | Julia Kimmelmann         | 6-2, 6-2         |
| 4.  | 7 novembre 2010  | Gold Fields St Ives Tennis International, Kalgoorlie | Cemento     | Isabella Holland         | 6-1, 6-2         |
| 5.  | 28 novembre 2010 | Latrobe City Tennis International, Traralgon         | Cemento     | Sacha Jones              | 2-6, 7-5, 7-6(4) |
| 6.  | 29 luglio 2012   | Fifth Third Bank Tennis Championships, Lexington     | Cemento     | Johanna Konta            | 6-3, 6-0         |
| 7.  | 24 marzo 2013    | Innisbrook Women's Open, Innisbrook                  | Terra verde | Patricia Mayr-Achleitner | 2-6, 6-0, 6-4    |
| 8.  | 7 luglio 2013    | Cooper Challenger, Waterloo                          | Terra rossa | Gabriela Dabrowski       | 6-1, 6-3         |
| 9.  | 2 giugno 2018    | Hua Hin Tennis Championships, Hua Hin                | Cemento     | Alexandra Bozovic        | 6-2, 6-2         |
| 10. | 16 giugno 2018   | Singapore Open, Singapore                            | Cemento     | Risa Ozaki               | 1-6, 6-1, 6-4    |
| 11. | 29 luglio 2018   | Challenger Banque Nationale de Granby, Granby        | Cemento     | Arina Rodionova          | 6-4, 6-3         |

### Doppio

#### Vittorie (14)
| Torneo $100.000 (1) |
| Torneo $80.000 (0)  |
| Torneo $75.000 (1)  |
| Torneo $60.000 (1)  |
| Torneo $50.000 (3)  |
| Torneo $25.000 (2)  |
| Torneo $15.000 (0)  |
| Torneo $10.000 (6)  |

| N.  | Data             | Torneo                                                                          | Superficie  | Compagna             | Avversarie in finale                  | Punteggio           |
| 1.  | 17 febbraio 2008 | Albufeira Ladies Open, Albufeira                                                | Cemento     | Marina Mel'nikova    | Martina Babáková Elena Chalova        | 6–3, 0–6, [11–9]    |
| 2.  | 23 marzo 2008    | Markopoulo Mesogea Tournament, Porto Rafti                                      | Cemento     | Dominice Ripoll      | Nicole Clerico Mika Urbančič          | 1–6, 7–5, [10–7]    |
| 3.  | 24 maggio 2008   | Marjorie Sherman Women's Circuit, Ra'anana                                      | Cemento     | Manana Šapakidze     | Chen Astrogo Marcella Koek            | 7–5, 6(5)–7, [10–6] |
| 4.  | 29 maggio 2010   | Marjorie Sherman Women's Circuit, Ra'anana                                      | Cemento     | Keren Shlomo         | Efrat Mishor Anna Rapoport            | 3–6, 7–6(6), [10–3] |
| 5.  | 18 luglio 2010   | Norman Wilkerson Memorial Tournament, Atlanta                                   | Cemento     | Kristy Frilling      | Irina Falconi Maria Sanchez           | 6–2, 2–6, [10–7]    |
| 6.  | 23 ottobre 2010  | ITF Women's Circuit Acre, Acri                                                  | Cemento     | Janina Toljan        | Gally De Wael Zuzana Linhová          | 6-2, 6-2            |
| 7.  | 5 agosto 2012    | Vancouver Open, Vancouver                                                       | Cemento     | Olivia Rogowska      | Jacqueline Cako Natalie Pluskota      | 6–4, 5–7, [10–7]    |
| 8.  | 18 maggio 2013   | Open International Féminin Midi-Pyrénées Saint-Gaudens Comminges, Saint-Gaudens | Terra rossa | Paula Ormaechea      | Stéphanie Dubois Kurumi Nara          | 7–5, 7–6(11)        |
| 9.  | 15 maggio 2015   | Open International Féminin Midi-Pyrénées Saint-Gaudens Comminges, Saint-Gaudens | Terra rossa | Mariana Duque Mariño | Beatriz Haddad Maia Nicole Melichar   | 1–6, 7–6(5), [10–4] |
| 10. | 9 novembre 2015  | CopperWynd Pro Women's Challenge, Scottsdale                                    | Cemento     | Rebecca Peterson     | Viktorija Golubic Stephanie Vogt      | 4-6, 7-5, [10-6]    |
| 11. | 8 maggio 2016    | Audi Melbourne Pro Tennis Classic, Indian Harbour Beach                         | Terra verde | Aleksandra Panova    | Jessica Pegula Maria Sanchez          | 7–5, 6–4            |
| 12. | 31 marzo 2017    | Mornington Tennis International, Mornington                                     | Terra rossa | Barbora Krejčíková   | Jessica Moore Varatchaya Wongteanchai | 6–4, 2–6, [11–9]    |
| 13. | 3 giugno 2017    | Torneo Internazionale Femminile Città di Grado, Grado                           | Terra rossa | Priscilla Hon        | Tereza Mrdeža Conny Perrin            | 7-5, 6-2            |
| 14. | 10 giugno 2017   | Internazionali Femminili di Tennis di Brescia, Brescia                          | Terra rossa | Priscilla Hon        | Montserrat González Ilona Kramen'     | 2-6, 7-6(4), [10-8] |

## Risultati in progressione
| Sigla | Risultato               |
| ----- | ----------------------- |
| V     | Vincitore               |
| F     | Finalista               |
| SF    | Semifinalista           |
| O     | Oro olimpico            |
| A     | Argento olimpico        |
| SF    | Bronzo olimpico         |
| QF    | Quarti di Finale        |
| 4T    | Quarto turno            |
| 3T    | Terzo turno             |
| 2T    | Secondo turno           |
| 1T    | Primo turno             |
| RR    | Round Robin             |
| LQ    | Turno di qualificazione |
| A     | Assente                 |
| ND    | Non disputato           |

| Legenda superfici    |
| -------------------- |
| Cemento              |
| Terra battuta        |
| Erba                 |
| Superficie variabile |

### Singolare
| Tornei del Grande Slam    |     |     |     |     |     |     |     |     |
| Australian Open           | Q2  | Q2  | Q2  | 1T  | Q2  | Q3  | Q2  | 0–1 |
| Open di Francia           | Q1  | A   | 1T  | 3T  | Q1  | Q2  |     | 2–2 |
| Wimbledon                 | Q1  | A   | Q3  | 1T  | Q1  | Q1  |     | 0–1 |
| US Open                   | Q3  | 1T  | 3T  | 1T  | Q2  | Q2  |     | 2–3 |
| Vittorie-sconfitte        | 0–0 | 0–1 | 2–2 | 2–4 | 0-0 | 0-0 | 0-0 | 4–7 |
| WTA Premier Mandatory     |     |     |     |     |     |     |     |     |
| Indian Wells              | A   | A   | A   | Q1  | A   | Q1  | A   | 0–0 |
| Miami                     | A   | A   | A   | Q1  | Q2  | Q1  | A   | 0–0 |
| Madrid                    | A   | A   | A   | A   | A   | A   | A   | 0–0 |
| Pechino                   | A   | A   | Q1  | A   | A   | A   | A   | 0–0 |
| WTA Premier 5 tournaments |     |     |     |     |     |     |     |     |
| Doha/Dubai                | A   | A   | A   | A   | A   | A   | A   | 0–0 |
| Roma                      | A   | A   | A   | Q1  | A   | A   | A   | 0–0 |
| Canada                    | A   | A   | 1T  | Q2  | Q2  | Q2  | A   | 0–1 |
| Cincinnati                | A   | A   | A   | Q2  | A   | A   | A   | 0–0 |
| Wuhan                     | N/A | N/A | N/A | A   | A   | A   | A   | 0–0 |
| Titoli                    | 0   | 0   | 0   | 0   | 0   | 0   | 0   | 0   |
| Ranking di fine anno      | 165 | 170 | 91  | 159 | 128 |     |     |     |